# Diaphanes flavilateralis
Diaphanes flavilateralis là một loài bọ cánh cứng trong họ Đom đóm (Lampyridae). Loài này được Jeng & Yang in Jeng, Lai, Yang & Satô miêu tả khoa học năm 2001.